# Murakami Ryu
Murakami Ryū (村上龍 (Thôn Thượng Long)  sinh năm 1952 tại Sasebo, Nagasaki) là một nhà văn và nhà làm phim người Nhật Bản. Năm 1976, khi còn là sinh viên đại học nghệ thuật Musashino, ông đã thắng giải thưởng danh giá Akutagawa và giải tác giả mới Gunzo với tác phẩm Màu xanh trong suốt miêu tả một nhóm người trẻ tuổi đắm chìm trong tình dục, ma túy và nhạc rock. Cùng với Nakagami Kenji, Murakami Haruki và Yoshimoto Banana, ông được xem là tác giả tiêu biểu đại diện cho thời đại mới .

## Tiểu sử
Murakami Ryū có tên khai sinh là Murakami Ryūnosuke (村上龍之助 (Thôn Thượng Long Chi Trợ)). Tên của ông được đặt theo tên nhân vật chính của Daibosatsu-tōge (大菩薩峠 (Đại Bồ Tát Đèo)), bộ trường thiên của tác giả Nakazato Kaizan (1885–1944). Ông sinh ngày 19 tháng 2 năm 1952 tại thành phố cảng Sasebo, tỉnh Nagasaki—là nơi có căn cứ Hải quân Mỹ chiếm đóng, và là con trai duy nhất trong gia đình có mẹ là giáo viên dạy Toán và cha là giảng viên Mỹ thuật. Ông học tiểu học tại trường công lập Mifune, học cấp hai tại trường Kōkai.
Năm 1967, ông nhập học trường trung học Bắc Sasebo. Trong thời gian học tập tại đây, ông tham gia sáng lập ban nhạc rock và giữ nhiệm vụ chơi trống. Một thời gian sau khi ban nhạc tan rã, ông gia nhập câu lạc bộ báo chí rồi nắm vị trí chủ bút của tờ báo trường. Một năm sau, khi tàu sân bay nguyên tử USS Enterprise cập cảng Sasebo, Hội Liên Hiệp Sinh viên Toàn quốc đã phát động cuộc đấu tranh chống tàu sân bay nhằm hưởng ứng phong trào phản chiến. Sự kiện này đã có tác động mạnh mẽ đến Murakami Ryū, dẫn tới sự kiện ông cùng bạn bè lập hàng rào phong tỏa sân thượng trường học vào mùa hè năm 1969. Vì lý do này, ông bị quản thúc tại gia trong vòng ba tháng. Trong thời gian bị quản thúc, ông có dịp tiếp xúc với văn hóa hippie, và văn hóa này đã ảnh hưởng sâu sắc đến tư tưởng của Murakami trong suốt những năm về sau.
Sau khi tốt nghiệp trung học vào năm 1971, ông thành lập một ban nhạc rock, tổ chức lễ hội nhạc rock với sự giúp đỡ của Hội quán Văn hóa, đồng thời sáng tác kịch bản và tham gia sản xuất phim nhựa indie 8mm. Cũng trong mùa xuân năm này, ông lên Tokyo học ngành tranh lụa tại trường Nghệ thuật Gendaishichosha nhưng đã bỏ học chỉ sau nửa năm. Từ tháng 10 năm 1971 đến tháng 2 năm 1972, ông chuyển đến sống tại Fussa, một địa điểm nằm gần căn cứ Không lực Mỹ. Năm 1972, ông học khoa thiết kế cơ sở thuộc trường Đại học Mỹ thuật Musashino. Năm 1976, Murakami Ryū gặp rồi kết hôn với vợ là một nhạc công.

## Sự nghiệp

### Văn nghiệp
Trong khoảng thời gian học tại đại học Mỹ thuật Musashino, Murakami bắt tay vào việc viết quyển tiểu thuyết đầu tiên, dựa trên những trải nghiệm trong thời gian sống tại Fussa. Quyển tiểu thuyết Màu xanh trong suốt được ra mắt lần đầu tiên vào năm 1976 miêu tả cách trần trụi cuộc sống thác loạn, chìm đắm trong nhạc rock, ma túy và tình dục của một nhóm người trẻ tuổi sống gần khu căn cứ quân sự Mỹ. Tác phẩm này giúp ông thắng giải Tác giả mới Gunzo lần thứ 19 và giành được giải thưởng Akutagawa lần thứ 75. Tại Nhật Bản, đến năm 2005, ước tính số bản in tankōbon của Màu xanh trong suốt của là 1,310,000 bản, tổng số bản in tankōbon và bunkobon là 3,500,000 bản.
Thành công của Màu xanh trong suốt khiến ông quyết định nghỉ học tại trường, chuyên tâm với việc sáng tác để trở thành một tác giả thực thụ. Năm 1980, ông đoạt giải Tác giả mới của giải thưởng Noma lần 3 với tác phẩm Những đứa trẻ bị bỏ rơi trong tủ gửi đồ. Sau đó, ông viết quyển truyện dài 69 sixty nine có tính tự truyện, kể lại thời cấp ba của một học sinh sống tại thành phố cảng có căn cứ của Mỹ. Năm 1987, quyển tiểu thuyết Chủ nghĩa phát xít về tình yêu và mộng tưởng (Ai to Gensō no Fashizumu) được xuất bản. Năm 1988, ông cho ra mắt tuyển tập truyện ngắn Topaz, miêu tả những khía cạnh cực đoan của tình dục mại dâm.
Tiểu thuyết Thế giới sau năm phút nữa (Gofungo no Sekai) ra mắt năm 1994 được viết từ góc nhìn của một thế giới song song và có độ lệch là 5 phút so với Nhật Bản. Với quyển tiểu thuyết này, Murakami được đề cử giải Tanizaki Junichiro lần thứ 30. Cùng năm này, quyển Toàn tập các ca khúc thời Chiêu Hòa (Shōwa Kayō Daizenshū) và Xuyên thấu đã được xuất bản. Toàn tập các ca khúc thời Chiêu Hòa kể về xung đột và "cuộc chiến ác liệt" giữa sáu cậu trai ám muội nhưng vô hại và sáu "bà thím" đều li dị và đã nếm đủ mùi đời. Xuyên thấu khai thác đề tài lạm dụng tình dục trẻ em và tiếng nói yếu ớt của các nạn nhân, khá nổi tiếng tại hải ngoại nhưng lại không có nhiều tiếng tăm ở Nhật Bản.
Năm 1996, ông tiếp tục viết tác phẩm 69 sixty nine, cho ra mắt Tuyển tập Tiểu thuyết và Phim ảnh của Murakami Ryū, và xuất bản tiểu thuyết Topaz II lấy đề tài về một nữ sinh cấp ba hẹn hò theo hình thức "viện trợ giao tế".
Năm 1997, ông viết quyển tiểu thuyết kinh dị tâm lý Ba đêm trước giao thừa. Quyển tiểu thuyết lấy bối cảnh quận đèn đỏ Kabuki, Tokyo, giúp ông thắng giải Yomiuri cho thể loại hư cấu vào cùng năm.
Năm 1999, ông giữ chức vụ Tổng Biên tập của tạp chí mạng JMM (Japan Mail Media) – tạp chí luận bàn về các vấn đề tài chính và kinh tế Nhật Bản. Cùng năm này tập tiểu luận Đáng lẽ đã làm được gì với số tiền như thế? (Ano kane de nani ga kaetaka) chỉ trích nền kinh tế bong bóng của nước Nhật và nêu các giải pháp độc đáo, hài hước đã tạo nên một cơn sốt trong dư luận lúc bấy giờ.
Năm 2000, ông viết quyển Cộng Sinh Trùng (Kyōsei Mushi). Quyển sách kể về một người trẻ mắc hội chứng hikikomori có niềm ám ảnh lạ thường đối với chiến tranh, đã thắng giải Tanizaki Junichiro lần thứ 36. Cũng trong năm này, một tác phẩm đáng chú ý khác được ra đời với tên gọi Rời miền đất hứa (Kibō no Kuni no Ekusodasu). Đây là một câu chuyện kể về các học sinh cấp ba đánh mất niềm tin và hi vọng trong việc hòa nhập với xã hội truyền thống của Nhật Bản, thay vào đó, họ tạo nên một xã hội hoàn toàn mới trên mạng ảo.
Vào năm 2004, Murakami ra mắt quyển sách Lời chào công việc của tuổi 13 (13 sai no Harō Wāku), nhằm vào đối tượng thanh thiếu niên, với mục tiêu giúp họ gia tăng hứng thú làm việc.
Năm 2005, tác phẩm Rời khỏi bán đảo (Hantō wo Deyo) ra đời, với nội dung về mối quan hệ giữa Nhật Bản và Bắc Triều Tiên, giúp ông thắng giải Noma lần thứ 58, và giải Mainichi Shuppan Bunka lần thứ 59.
Năm 2011, ông được đề cử giải thưởng Mainichi Geijutsu với tác phẩm Cá voi hát (Utau kujira) xuất bản năm 2010.
Một số tác phẩm của ông đã được chuyển thể thành phim hoặc kịch nói, như Màu xanh trong suốt (1979), Topaz (1989), 69 sixty nine (2004), ...

### Các hoạt động nghề nghiệp khác
Năm 2001, Murakami gia nhập nhóm N.M.L (No More Landmine – tạm dịch: Không còn đạn bom) do một người bạn tên Sakamoto Ryūichi sáng lập. Nhóm này hoạt động trong lĩnh vực rà phá bom mìn, vật nổ nằm sâu dưới lòng đất ở các nước trên toàn thế giới.
Một số tác phẩm được chuyển thể thành phim của Murakami có sự góp mặt của ông với vai trò đạo diễn và biên kịch. Năm 2006, ông thực hiện chương trình RVR Ryū's Video Report trên website riêng.
Ông cũng tham gia sản xuất chương trình TV và chương trình phát thanh âm nhạc, ngoài ra còn là tay trống của ban nhạc rock Coelacanth.

## Bản dịch tiếng Việt
| Năm  | Tựa tiếng Nhật                                             | Tựa tiếng Việt                          | Ghi chú |
| ---- | ---------------------------------------------------------- | --------------------------------------- | --- |
| 1976 | 限りなく透明に近いブルー (Kagirinaku Tōmei ni Chikai Burū) | Màu xanh trong suốt                     | bản tiếng Việt dịch bởi Trần Phương Thuý. Bách Việt & Nhà xuất bản Văn học. 2008                              |
| 1980 | コインロッカー・ベイビーズ (Koinrokkā Beibīzu)             | Những đứa trẻ bị bỏ rơi trong tủ gửi đồ | bản tiếng Việt dịch bởi Nguyễn Thị Hạnh Vân, Phạm Thu Hương, Trần Thị Chung Toàn. Nhà xuất bản Lao động. 2010 |
| 1987 | 69 sixty nine                                              | 69                                      | bản tiếng Việt dịch bởi Hoàng Long. Bách Việt & Nhà xuất bản Văn học. 2009                                    |
| 1994 | ピアッシング (Piasshingu)                                  | Xuyên thấu                              | bản tiếng Việt dịch bởi Lê Thị Hồng Nhung. Bách Việt & Nhà xuất bản Văn học. 2009                             |
| 1997 | イン ザ・ミソスープ (In za Misosūpu)                       | 3 đêm trước giao thừa                   | bản tiếng Việt dịch bởi Song Tâm Quyên. Bách Việt & Nhà xuất bản Văn học. 2009                                |
| 1997 | オーディション (Ōdishon)                                   | Thử vai                                 | bản tiếng Việt dịch bởi Trần Thanh Bình. Bách Việt & Nhà xuất bản Văn học. 2009                               |